# Liogenys opacicollis
Liogenys opacicollis är en skalbaggsart som beskrevs av Leon Fairmaire 1892. Liogenys opacicollis ingår i släktet Liogenys och familjen Melolonthidae. Inga underarter finns listade i Catalogue of Life.